# Kopfbahnhof

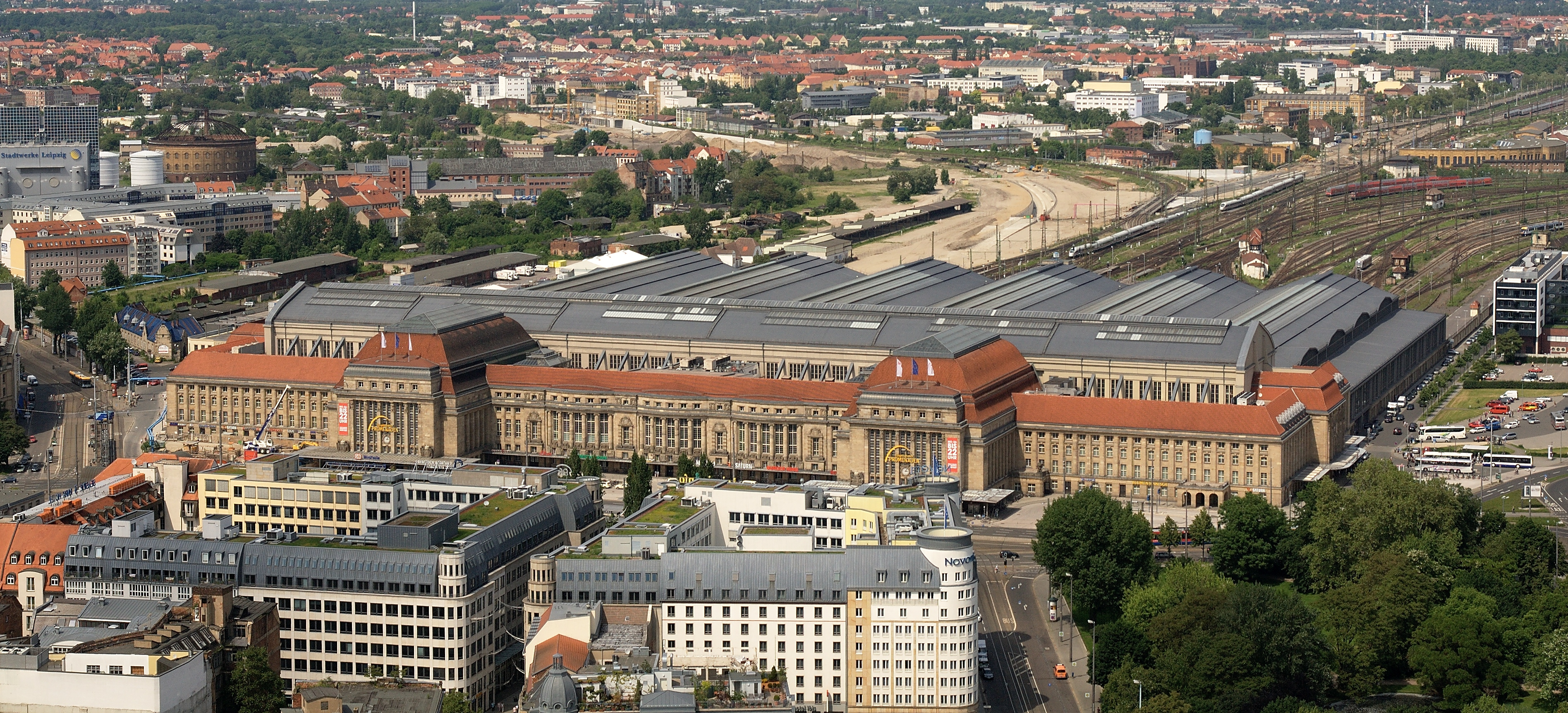
Der Leipziger Hauptbahnhof ist der flächenmäßig größte Kopfbahnhof Europas

Ein Kopfbahnhof oder Sackbahnhof ist ein Bahnhof, bei dem alle Hauptgleise im Bahnhof enden und somit alle Züge nur an einer Seite herein- und nach Fahrtrichtungswechsel wieder hinausfahren können.
Ein häufiges bauliches Merkmal eines Kopfbahnhofes ist ein Kopf- oder Querbahnsteig, der quer vor den Gleisenden verläuft und alle entlang der Gleise angeordneten Bahnsteige miteinander verbindet. Oft ist das Empfangsgebäude dabei quer zu den Prellböcken, also zu den Gleisenden, angelegt oder aber die Gleise werden von dem Gebäude U-förmig umschlossen.

## Besonderheiten und Abgrenzung
Das Empfangsgebäude kann aber auch bei einem von vornherein als Kopfbahnhof geplanten Bahnhof parallel zu den Gleisen stehen, wenn es Topografie oder städtebauliche Situation zum Bauzeitpunkt erforderlich machten, zum Beispiel bei der Bergstation der Ferrovia Monte Generoso, in Sorrent, Thessaloniki, dem Lindauer Inselbahnhof, dem Zürcher Hauptbahnhof und dem Bahnhof der Vatikanstadt. Diese Anordnung wird manchmal auch als falscher Kopfbahnhof bezeichnet.
Ein Kopfbahnhof, der wegen der topografischen Verhältnisse bei einer Gebirgsbahn angelegt wurde und die Aufgabe einer Spitzkehre übernimmt, wird auch Spitzkehrenbahnhof genannt.
Üblicherweise nicht zu den Kopfbahnhöfen gezählt werden Bahnhöfe, die erst infolge einer Strecken-Stilllegung zu einem Endbahnhof wurden. Bei diesen steht das Empfangsgebäude – wie beim Durchgangsbahnhof – üblicherweise parallel zu den Gleisen. Auch der – seltenere – umgekehrte Fall eines Bahnhofs, der nur deswegen Endpunkt seiner Strecke ist, weil der geplante Weiterbau (noch) nicht erfolgt ist, wird eher selten als „Kopfbahnhof“ bezeichnet. Bahnhöfe mit einzelnen stumpf endenden Gleisen (in der Regel mit kürzeren Bahnsteigen für den Nahverkehr) sind Durchgangsbahnhöfe, während bei untergeordnetem Charakter von z. B. unterirdischen Durchgangsgleisen weiterhin von einem Kopfbahnhof gesprochen wird.

## Geschichte

### Frühzeit der Eisenbahn
Die meisten Kopfbahnhöfe entstanden im 19. Jahrhundert am damaligen Stadtrand größerer Städte als Endpunkte von Eisenbahnstrecken. Diese Bauform ermöglichte es, Bahnhöfe relativ nah an das Stadtzentrum heranzuführen und die Bedeutung der Stadt als Verkehrsziel hervorzuheben, sie waren außerdem zumeist kostengünstiger zu bauen, unter anderem da weniger Land für die Zulaufstrecken erworben werden musste. In einigen größeren Städten gab es gegen Ende des 19. Jahrhunderts zahlreiche voneinander betrieblich unabhängige Kopfbahnhöfe, welche von verschiedenen Privatbahnen betrieben oder zumindest gebaut worden waren. Im 20. Jahrhundert kamen viele Kopfbahnhöfe als Endpunkte von Stichstrecken hinzu, meist Nebenbahnen. Insbesondere auf Inseln oder am Ende von Gebirgstälern, wo keine Verlängerung zu erwarten war, bevorzugte man diese Bauform. Zahlreiche Kopfbahnhöfe findet man auch am Ufer eines Meeres oder größeren Sees, oft in Form eines Hafenbahnhofs mit direkter Übergangsmöglichkeit zur Schifffahrt. Unterwegsbahnhöfe untergeordneter Bedeutung waren oftmals von Beginn an Durchgangsbahnhöfe, kamen jedoch teilweise aus geographischen (z. B. Bahnstrecke im Flusstal, Siedlung auf Höhenrücken; oder zu große Abweichung von der Luftlinie bei Anbindung des Ortskerns) oder finanziellen Erwägungen teilweise weit außerhalb der Ortskerne zu liegen. In manchen Fällen führte dies sogar zum Bau abzweigender Strecken zu einem »Stadtbahnhof« nach dem Schema Bahnstrecke X (Bahnhof) – X (Stadt) (z. B. Bahnstrecke Wasserburg Bahnhof–Wasserburg Stadt). Da dies in vielen Fällen sowohl betrieblich als auch ökonomisch Schwierigkeiten bereitete, wurden diese Strecken oft später stillgelegt, oder nach Verlagerung des Siedlungsschwerpunktes oder Umbau des Bahnknotens der Zugverkehr auf einen der beiden Bahnhöfe konsolidiert. Auch die Stilllegung beider Endbahnhöfe der Zweigstrecke bei Erhalt der durchgehenden Strecke kam vor, so bei der Bahnstrecke Ranna–Auerbach (Abzweigung der  rechten Pegnitzbahn), nach deren Stilllegung der Bahnhof Ranna keine Funktion mehr hatte.
Da bis zur Mitte des 20. Jahrhunderts aufgrund der mitgeführten begrenzten Brennstoff- und Wasservorräte und Betriebszeiten von Dampflokomotiven diese öfter gewechselt bzw. „betankt“ werden mussten, fielen die betrieblichen Nachteile eines Kopfbahnhofs zunächst weniger ins Gewicht. Hinzu kam, dass die Bahnstrecken, die in einem Kopfbahnhof endeten, oft von verschiedenen Eisenbahngesellschaften betrieben wurden, was in der Regel ebenfalls einen Lokwechsel oder Umstieg der Fahrgäste (bzw. Kurswagen) erforderlich machte. Ein Kopfbahnhof galt im 19. Jahrhundert als die für Reisende angenehmste Form des Bahnhofs, sofern die Bahngesellschaften nicht verschiedene Kopfbahnhöfe an unterschiedlichen Stellen der Stadt betrieben, wie heute beispielsweise noch in London, Paris und Budapest.
Nach der Anlage eines Kopfbahnhofs war es oft städtebaulich nicht mehr möglich, diese nachträglich zu Durchgangsbahnhöfen umzugestalten. Beispiele sind die zahlreichen, teilweise immer noch nicht verbundenen Kopfbahnhöfe in Paris, London und Moskau.

### Umgestaltung von Bahnknoten

Lage der Hamburger Bahnhöfe vor 1904 und Gleisführung ab 1906

In einzelnen Städten wurde nach Verstaatlichung und Zusammenlegungen der Bahngesellschaften ein Teil der in Kopfbahnhöfen endenden Strecken durch durchgehende Strecken ersetzt.
In Berlin führt seit 1882 die Berliner Stadtbahn den Durchgangsverkehr in Ost-West-Richtung durch die Stadt. Dabei wurde der Schlesische Bahnhof in einen Durchgangsbahnhof umgewandelt. Die übrigen großen Kopfbahnhöfe (Anhalter Bahnhof, Potsdamer Bahnhof, Lehrter Bahnhof, Stettiner Bahnhof und Görlitzer Bahnhof) behielten bis Ende des Zweiten Weltkriegs unverändert ihre Bedeutung. Für den S-Bahn-Verkehr gibt es seit 1939 mit der Berliner Nordsüd-S-Bahn eine die Innenstadt durchquerende Strecke. Als Folge der deutschen und Berliner Teilung verloren die Kopfbahnhöfe bis spätestens Anfang der 1950er Jahre ihre Funktion und wurden geschlossen bzw. blieben nur noch für rudimentären Güterverkehr in Betrieb. Der Nord-Süd-Verkehr wurde in den folgenden Jahrzehnten über den Berliner Außenring um die Stadt geleitet, für den Personenverkehr wurde der Durchgangsbahnhof in Berlin-Lichtenberg wichtigster Fernbahnhof im Ostteil der Stadt. Nach der Deutschen Einheit entstand mit der Nord-Süd-Fernbahn bis 2006 eine Strecke durch die Stadt, mit dem Hauptbahnhof als zentralen Turmbahnhof.
In Hamburg wurde nach dem 1904 erfolgten Bau der Hamburg-Altonaer Verbindungsbahn die Streckenführung von vier weiteren einzelnen Kopfbahnhöfen auswärtiger Bahnlinien zu dem neuen Hamburger Hauptbahnhof hin gelegt, der als Durchgangsbahnhof ausgeführt ist.
In Brüssel entstand in den Jahren 1911 bis 1954 die sechsgleisige Nord-Süd-Verbindungsbahn zwischen zwei 2,5 km entfernten Kopfbahnhöfen. In Oslo wurde im Jahr 1980 mit dem Oslotunnel eine ähnliche Verbindungsbahn eröffnet.
Häufig bestehen Mischformen, so der Hauptbahnhof Dresden. Er besitzt neben neun Durchgangsgleisen auch sieben Stumpfgleise in Mittellage, da bis auf die Strecke Richtung Prag alle übrigen von Westen auf diesen Bahnhof zulaufen. Ähnlich ist es in Chemnitz.
Aufgrund vielfältiger betrieblicher Nachteile wurden Kopfbahnhöfe in Deutschland schon frühzeitig durch Durchgangsbahnhöfe ersetzt. Die Konsolidierung der zahlreichen Kopfbahnhöfe der ehemaligen Privatbahnen und deren unzureichende Kapazität (oftmals darüber hinaus aufgrund angrenzender Bebauung nicht zur Erweiterung fähig) machten oft ohnehin eine Neuordnung des Bahnknotens erforderlich und in vielen Fällen wurde bei dieser Gelegenheit auch gleich ein neuer Durchgangsbahnhof zum Ersatz der alten Kopfbahnhöfe gebaut. Nach dem Zweiten Weltkrieg wurden Kopfbahnhöfe unter anderem in Emden, Braunschweig, Ludwigshafen am Rhein, Heidelberg und Kempten durch Durchgangsbahnhöfe ersetzt, die in diesem Zusammenhang durchweg vom Stadtzentrum abgerückt wurden. Es kam dabei aber zu teils drastischen Rückgängen der Fahrgastzahlen, z. B. in Heidelberg, da die Innenstadt nicht mehr so leicht erreichbar war. Die nicht mehr benötigten Bahnhofsflächen im Zentrum wurden später verkauft. Andernorts, beispielsweise in Wiesbaden, Zürich und Stuttgart wurden die Nachteile von Kopfbahnhöfen aufgrund der schwierigen topografischen Verhältnisse und damit verbundenen hohen Kosten von Durchgangsbahnhöfen hingenommen, wobei in letztgenanntem Fall seit 2010 durch das Stuttgart-21-Projekt eine anderweitige Lösung in Bau ist. In Kassel (Bahnhof Kassel-Wilhelmshöhe), Ludwigshafen am Rhein und Baden-Baden werden beziehungsweise wurden Kopfbahnhöfe auch umfahren. Kassel hat außerdem den Kopfbahnhof Hauptbahnhof durch einen kurzen Neubauabschnitt mit dem Straßenbahnnetz verbunden. In Frankreich umfahren einige Züge die Pariser Kopfbahnhöfe. Der ursprünglich für Disneyland Paris gebaute Durchgangsbahnhof Marne-la-Vallée – Chessy übernimmt dabei bei den „billig-TGV“ Ouigo die Rolle als „Ersatz-Hauptbahnhof“ außerhalb der Stadt. In Frankfurt am Main wird ein Teil des Fernverkehrs am Hauptbahnhof vorbei über die Bahnhöfe Frankfurt Süd und Flughafen geführt. Im Zuge des Fernbahntunnels Frankfurt am Main soll der bestehende Hauptbahnhof um unterirdische Durchgangsgleise für den Fernverkehr ergänzt werden.
Um die Nachteile des Kopfbahnhofs zu minimieren, wurden die Kopfbahnhöfe Frankfurt Hauptbahnhof, Stuttgart Hauptbahnhof, Bahnhof Hamburg-Altona und München Hauptbahnhof im Rahmen des S-Bahn-Baus in den 1970er Jahren durch Untertunnelung ausschließlich für den S-Bahn-Betrieb zu Durchgangsbahnhöfen erweitert. Im Bahnhof Leipzig Hauptbahnhof wurde bis 2013 ebenfalls ein S-Bahn-Tunnel (City-Tunnel Leipzig) mit unterirdischem Bahnsteig gebaut. Der Kopfbahnhof Zürich Hauptbahnhof wurde anlässlich des S-Bahn-Baus 1991 durch einen vier Gleise umfassenden Tiefbahnhof erweitert, ein zusätzlicher Durchgangsbahnhof für den Fernverkehr kam im Juni 2014 hinzu.

### Projekte 21
Bei der Beschleunigung des Fernreiseverkehrs im Rahmen der ab den 1970er Jahren errichteten Neu- und Ausbaustrecken wurden große Kopfbahnhöfe zunächst ausgespart. Damit erhöhten sich zum einen die relativen Produktionskosten in diesen Bahnknoten, beispielsweise für Rollmaterial und Zugpersonal. Zum anderen wurden Erlöseffekte von mehreren Millionen DM pro eingesparter Minute Reisezeit und Jahr nicht genutzt. Durch technische Fortschritte und Kostensenkungen beim Tunnelbau sowie der Möglichkeit, mit elektrischen Zügen steilere Rampen zu befahren bzw. Tunnel ohne Abgasproblematik betreiben zu können, kam es zu neuen Überlegungen, große Kopfbahnhöfe in Durchgangsbahnhöfe umzuwandeln. Im Rahmen der Projekte 21 verfolgt die Deutsche Bahn seit Mitte der 1990er-Jahre das Ziel für verschiedene Stationen. Dabei sollen jeweils auch nicht mehr für den Eisenbahnbetrieb notwendige Flächen verkauft werden. Das bekannteste dieser Projekte ist Stuttgart 21. Auch der Kopfbahnhof Hamburg-Altona soll aus diesem Grund verlegt und dafür am 1,6 Kilometer nördlich gelegenen derzeitigen S-Bahnhof Hamburg Diebsteich ein Durchgangsbahnhof gebaut werden. Die überregional weniger bekannten Projekte Neu-Ulm 21, Saarbrücken 21 und die Umgestaltung des Bahnknotens Lindau mit Verlagerung des Fernverkehrs zum Bahnhof Lindau-Reutin konnten dabei bereits zum Abschluss gebracht werden.

## Vergleich mit Durchgangsbahnhof

Schematische Darstellung der Lage eines Kopfbahnhofs und eines Durchgangsbahnhofs zu einem Ortskern.
rot: Bahnhofgebäude
gelb: Gleisanlagen Kopfbahnhof
hellblau: Gleisanlagen Durchgangsbahnhof
gepunktet: Hauptverkehrsachsen

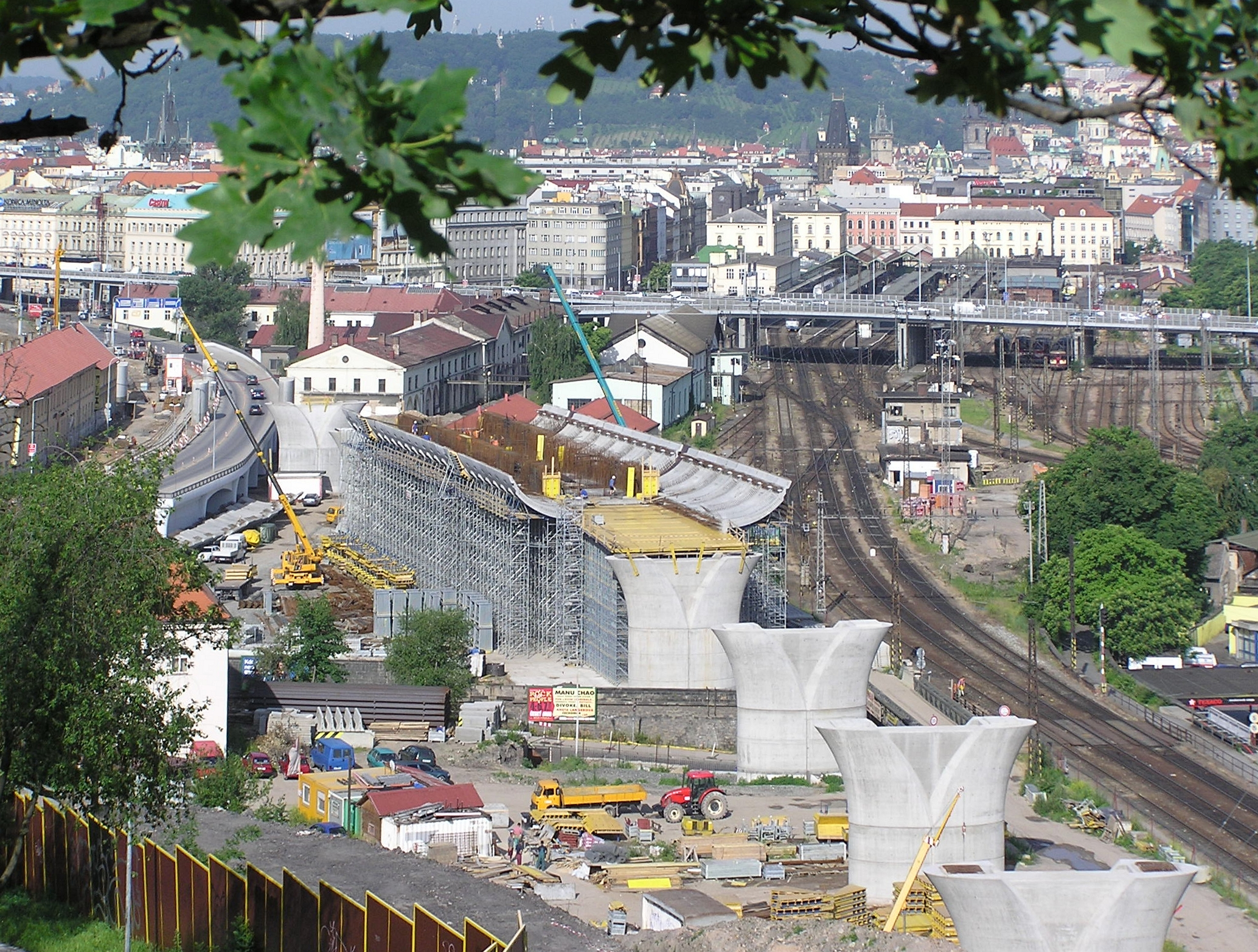
Der Prager Kopfbahnhof Masaryk.
Im Vordergrund die 2007 noch in Bau befindliche Nové spojení, über die der Bahnhof umfahren werden kann

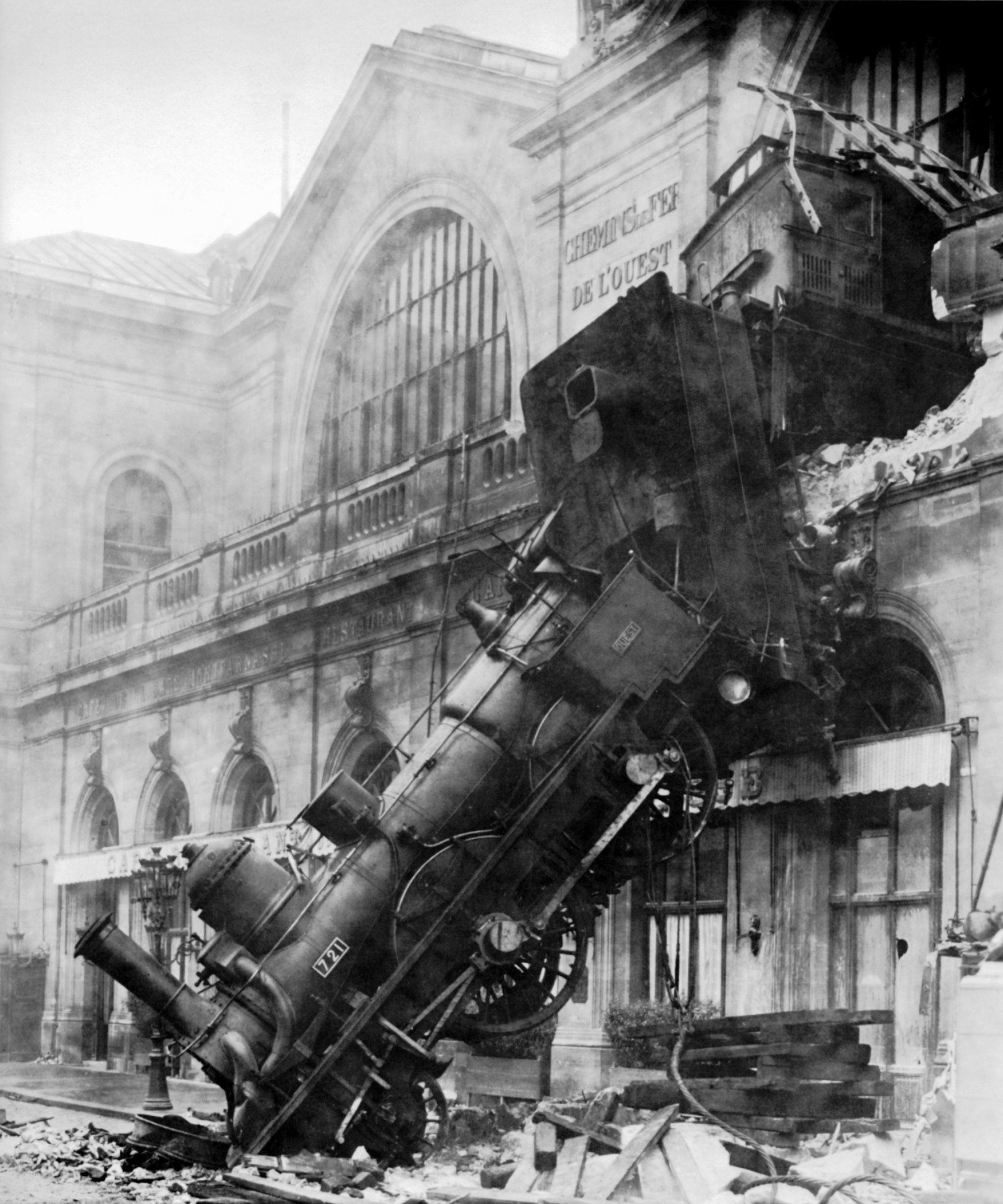
1895: Eisenbahnunfall am Gare Montparnasse

### Vorteile
Kopfbahnhöfe können bei Neuanlagen bauformbedingt in der Regel einfacher an ein vorhandenes Stadtzentrum herangeführt werden und ermöglichen die Ausrichtung der Gleis-Achsenenden zum Zentrum. Bei einem Durchgangsbahnhof müsste bei gleicher Ausrichtung eine Schneise oder ein Tunnel durch den Stadtkern geschlagen werden. In der Praxis sind jedoch sowohl Durchgangs- als auch Kopfbahnhöfe meist vor langer Zeit neben den damaligen Ortskern gebaut worden und inzwischen ins Zentrum gewachsen. Zum Zeitpunkt des Baus waren Kosten oft ein entscheidendes Argument, da die Privatbahnen oft möglichst große Rendite auf möglichst geringes Eigenkapital abwerfen wollten. Auch staatliche Bahnen waren – wo militärische Erwägungen nicht über wirtschaftliche Aspekte gestellt wurden – oftmals zuvorderst als Einnahmequelle fest im Staatshaushalt eingeplant und mussten deswegen auch wirtschaftliche Erwägungen einbeziehen. Während der Belle Epoque überstiegen die Einnahmen staatlicher Bahngesellschaften in mehreren Ländern alle inländischen Steuereinnahmen und manchmal sogar die (damals bedeutend höheren) Einnahmen durch Einfuhrzölle.
Im Stadtraum wird nur auf einer Seite des Bahnhofs der Platz für die Zufahrtsgleise benötigt, allerdings meist mit einem umfangreicheren Gleisvorfeld als bei einem vergleichbaren Durchgangsbahnhof. Auch die Trennung des Stadtraums, die durch die Gleisanlage verursacht wird, wirkt sich eher auf den innerstädtischen Querverkehr, nicht aber auf den Verkehr ins Zentrum aus, denn es werden in der Regel weniger Ausfallachsen zerschnitten. Aufgrund der Konflikte mit dem städtischen Straßenverkehr wurden die Zulaufgleise vieler Bahnhöfe oft schon um die Wende zum 20. Jahrhundert auf Dämme und Viadukte verlegt.
Reisende nehmen den Zugang zu den Bahnsteigen vom Querbahnsteig aus als übersichtlicher als in Durchgangsbahnhöfen wahr. Ein weiterer Vorteil liegt in den meist stufenfreien Bahnsteigzugängen und dem stufenfreien Umsteigen.
Ein Zug, welcher auf seine nächste Fahrt wartet, kann direkt am Bahnsteig abgestellt werden, ohne durchfahrende Züge zu beeinträchtigen. Je nach Wendezeit kann dabei Fahrgästen der Zutritt und Aufenthalt bereits einige Zeit vor Abfahrt des Zuges ermöglicht werden. Dies ist für Fahrgäste besonders angenehm, wenn dadurch die Wartezeit vor Witterung geschützt am Sitzplatz erfolgen kann. Da integrale Taktfahrpläne (ITF) zumeist mit möglichst geringer Wendezeit kalkuliert sind, um den Fahrzeug- und Personaleinsatz effizient zu gestalten, nimmt dieser Vorteil mit zunehmender Implementierung eines ITF sukzessive ab.

### Nachteile
Aus betrieblicher Sicht weisen Kopfbahnhöfe gegenüber Durchgangsbahnhöfen eine Reihe von Nachteilen auf:
- Alle Zug- und Rangierfahrten werden nur über eine Bahnhofsseite abgewickelt. Dadurch kommt es zu vergleichsweise vielen Behinderungen des Zugverkehrs im Bahnhof.[2]
- Beim Umstieg von der Spitze eines Zuges zur Spitze eines anderen können Laufwege bis über 800 Metern entstehen (400 Meter Maximallänge eines Zuges nach TSI mal zwei plus die Distanz zwischen den Gleisen).
- Einfahrten in die Stumpfgleise von Kopfbahnhöfen sind aus Sicherheitsgründen in Deutschland auf 30 km/h beschränkt. Einfahrende Züge erleiden damit Zeitverluste.[2] (Auf dem Gebiet der ehemaligen Deutschen Reichsbahn sind in der Regel 40 km/h zugelassen.) In anderen Ländern gelten vergleichbare oder sogar noch niedrigere Höchstgeschwindigkeiten.
- Teilweise beträchtliche Umwege für ein- und ausfahrende Züge. Wenn ein Zug aus Süden kommend nach Norden weiter fahren soll, aber einen auf der Ost-West-Achse angebundenen Kopfbahnhof anfahren soll, erfordert dies weite Wege auf oft überlasteten und nur langsame Geschwindigkeiten zulassenden Gleisen. Dieses Problem besteht in abgeschwächter Form auch bei manchen Durchgangsbahnhöfen, nicht jedoch bei der Bauform Turmbahnhof
- Züge, die nicht für Wendezugbetrieb eingerichtet sind, erfordern einen Lokwechsel und damit eine Verlängerung der Haltezeit.[2]
- Züge, die ohne Halt durchfahren sollen, verlieren erheblich mehr Zeit als in Durchgangsbahnhöfen, da zumeist größere Umwege und langsamere Geschwindigkeiten erforderlich sind. Umgehungsbahnen und Verbindungskurven können das Problem verringern, erfordern aber Platz und Investitionen. Dieses Problem tritt bei wichtigen Bahnknoten, an denen ohnehin alle Züge halten, nicht auf.
- Zu tauschende Lokomotiven werden vergleichsweise lange am Bahnsteigende festgehalten. Dadurch verringern sich die erzielbaren Laufleistungen.[2]
- Kurs- und (ehemals) Expressgutwagen können bei im Bahnhof haltenden Zügen nur von einer Seite beigestellt werden.[2]

Allerdings sind die beiden letztgenannten Nachteile heute jedenfalls in Deutschland nahezu bedeutungslos. Reisezüge verkehren in der Mehrzahl als Trieb- oder Wendezüge, bei denen Rangierarbeiten für den Richtungswechsel nicht erforderlich sind. Kurs- und Expressgutwagen kommen kaum bzw. gar nicht mehr zum Einsatz.
Ein Kopfbahnhof benötigt für die gleiche Zahl von Zugbewegungen mehr Gleise und damit eine größere Grundfläche als ein Durchgangsbahnhof gleicher Kapazität. Aufgrund der längeren Belegung der Bahnsteige sind mehr Bahnsteiggleise erforderlich. Fahrstraßenausschlüsse erhöhen zudem die Anfälligkeit für Störungen und verringern die Kapazität. Im Zuge eines integralen Taktfahrplan (ITF) ist es jedoch wünschenswert, genug Gleise zu haben um Züge in alle Richtungen gleichzeitig halten zu lassen. Zu gleicher Zeit können so alle Zuggattungen in alle Richtungen halten und die Fahrgäste in kurzer Zeit in jeder Relation umsteigen.
Die Verlängerung von Bahnsteigen gilt als viel schwieriger als bei Durchgangsbahnhöfen.
Um eine ausreichende Leistungsfähigkeit zu erreichen, sind in Kopfbahnhöfen oftmals teure Kreuzungsweichen erforderlich. Zur Kompensation von Überschneidungen zuführender Streckengleise sind oftmals gestaffelte Brücken erforderlich, die zu einem deutlich größeren baulichen Aufwand führen. Die Gleisanlagen beanspruchen meist weitreichende Flächen und haben durch ihre Breite in der Regel eine starke Trennwirkung. Diese kann aber durch Straßenunterführungen (Stuttgart Wolframstraße, München Paul-Heyse-Str., Frankfurt Hafenstraße) aufgehoben werden. Außerdem besteht diese Trennwirkung prinzipiell in gleichem Maße bei großen Durchgangsbahnhöfen.
Reisende haben in Kopfbahnhöfen im Durchschnitt längere Wege zurückzulegen, da der Hauptzugang vom Querbahnsteig und nicht von der Mitte des Bahnsteiges erfolgt. Dadurch verlängern sich Übergangszeiten auf Anschlusszüge, und die Auslastung entlang der Züglänge wird ungleichmäßiger. Allerdings ergibt sich so immer die heute gesetzlich geforderte Barrierefreiheit für Mobilitätseingeschränkte und Reisende mit Kinderwagen, ohne dass Aufzüge gebaut und unterhalten werden müssen. Bei einigen Kopfbahnhöfen wie Stuttgart Hauptbahnhof und Frankfurt (Main) Hauptbahnhof verkürzen Tunnel unter oder Brücken über den Gleisen die Wege beim Umsteigen. Da diese Tunnel aber wieder dasselbe Problem der Barrierefreiheit aufwerfen, und vorgesehene Umsteigezeiten laut Fahrplan zumindest näherungsweise nach der Umsteigezeit der langsamsten Fahrgäste berechnet wird, sind sie nur eine teilweise Lösung des Problems. Auch einige Durchgangsbahnhöfe wie der Nürnberger Hauptbahnhof haben zwei oder mehr Verbindungstunnel um – gegenüber nur einem Tunnel – die Leistungsfähigkeit zu erhöhen und Wege zu verkürzen.
Ein weiterer Nachteil ist städtebaulicher Natur: Die notwendigen umfangreichen und stadtumfassenden Gleisanlagen stehen einem städtischen Wachstum mit der Zeit im Wege. In New York und Chicago wurden sie deshalb mit einem großen Betondeckel versehen und überbaut, desgleichen teilweise in Paris am Bahnhof Montparnasse.

## Betriebliche Funktion

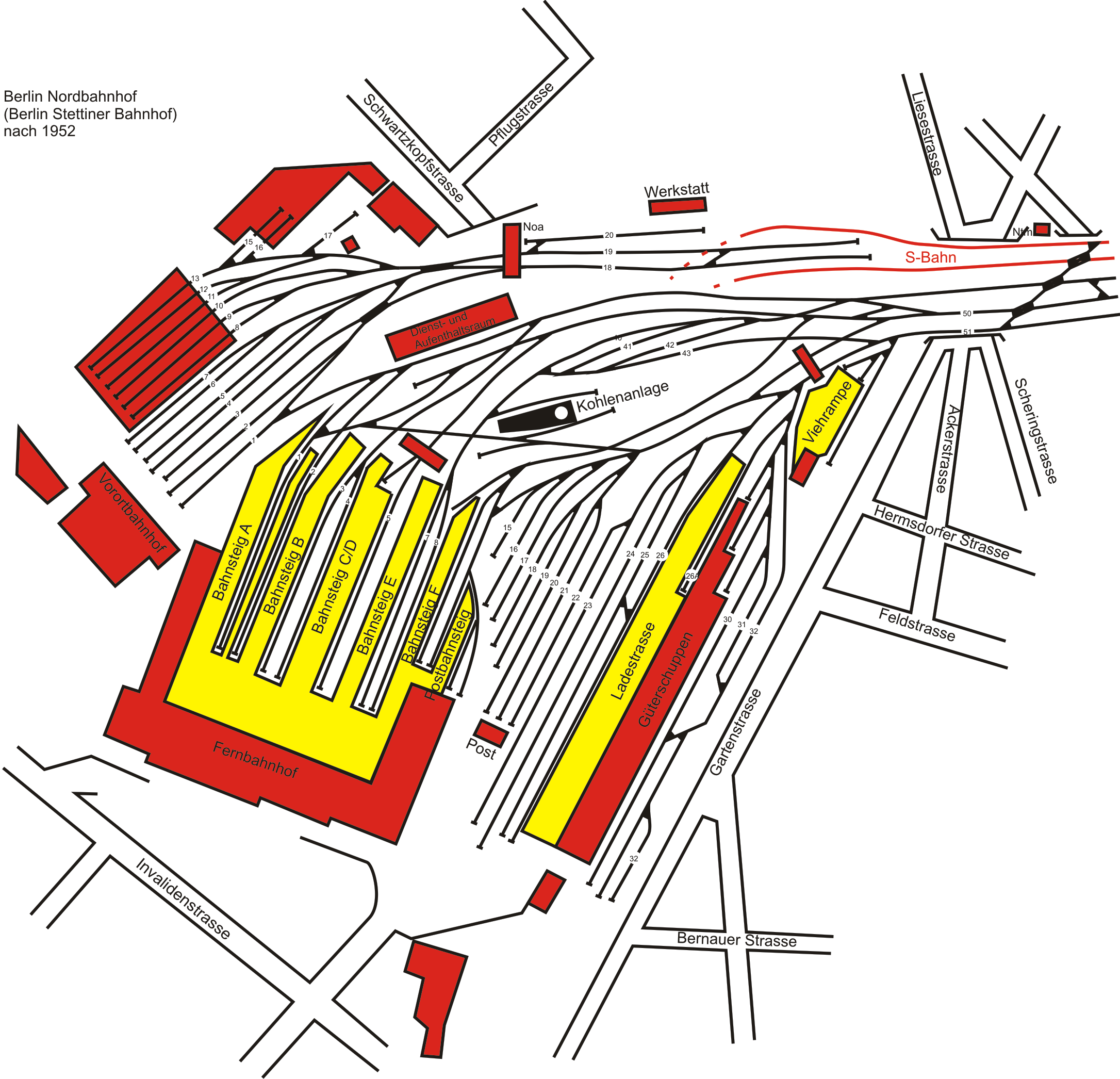
Gleisplan des Stettiner-/Nordbahnhofes in Berlin, um 1952

Vor dem Ausfahren aus einem Kopfbahnhof muss „Kopf gemacht“, das heißt die bei der Einfahrt vorgegebene Zug-Fahrtrichtung umgekehrt werden.
Bei einem lokbespannten Zug ohne Steuerwagen sind dafür Kuppel- und Rangiermanöver nötig. Meist wird die bisherige Lokomotive ab- und am anderen Ende des Zuges eine neue Lokomotive angekuppelt. Nach der Abfahrt des Zuges fährt die erste Lokomotive allein aus der Bahnhofshalle ins Bahnbetriebswerk oder bespannt einen anderen Zug. Bei schweren Zügen wurde auch die Möglichkeit genutzt, ihn mit der bisherigen Zuglok bei der Ausfahrt zusätzlich anzuschieben.

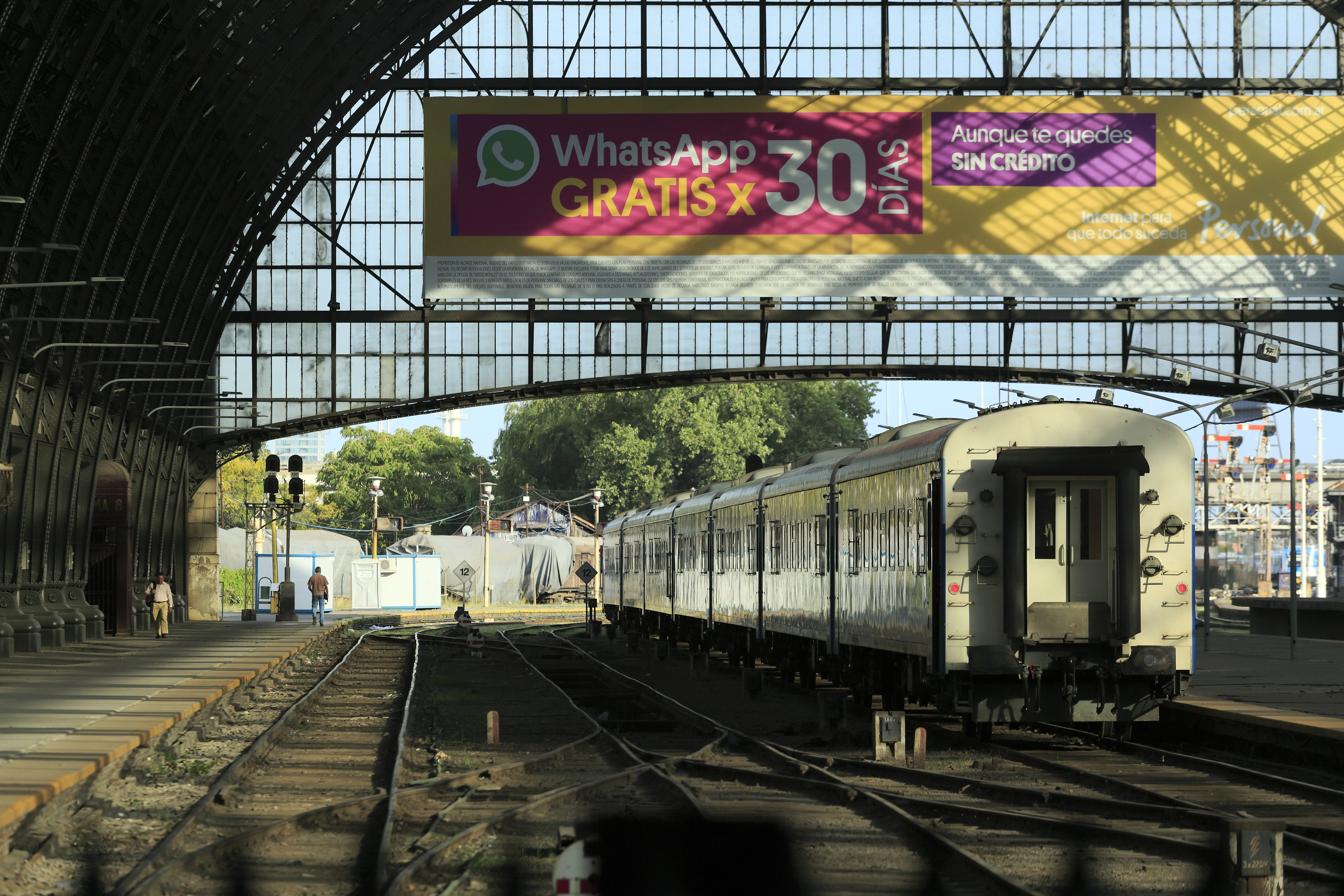
Bahnhof Retiro Mitre (Buenos Aires), Fernverkehrsgleise mit Lokverkehrsgleis

Alternativ kann die Lokomotive entkuppelt werden, den Zug umfahren und am anderen Ende des Zuges angekuppelt werden. Dazu muss am Gleisende eine entsprechende Weiche eingebaut und ein freies Lokverkehrs- oder Umsetzgleis neben dem Bahnsteiggleis (Lokverkehrsgleis) vorhanden sein (so zum Beispiel bis 2009 in Chemnitz Hauptbahnhof zwischen den Gleisen 2 und 3). Die Nutzung dieser Weichen erfordert allerdings, dass der Wagenzug grenzzeichenfrei zum Stehen kommt. Dadurch verlängert sich der Weg für die Reisenden. In der Frühzeit der Eisenbahn gab es dafür Drehscheiben am Gleisende des Kopfbahnhofs, mit denen die Lok zugleich gewendet werden konnte. Eine weitere Möglichkeit ist, den Wagenzug mit einer Rangierlokomotive vom Bahnsteiggleis abzuziehen, sodass die Zuglokomotive das Einfahrgleis verlassen, die Rangierlok den Zug wieder an den Bahnsteig schieben, abkuppeln und sich entfernen kann, so dass die Zuglok nach erneutem Gleiswechsel auf der anderen Seite des Zuges ankuppeln kann. Diese Rangiermanöver erfordern einen hohen Personal- und Zeitaufwand. Insbesondere bei langlaufenden internationalen Zügen wurde dieses Verfahren trotzdem angewendet, beispielsweise im Bahnhof București Nord.
Neben Personenbahnhöfen können auch andere Bahnhofsarten in Kopfform angelegt sein. Dies trifft zum Beispiel für manche Rangierbahnhöfe (besonders in Italien), Güterbahnhöfe, Abstellbahnhöfe und Werks- beziehungsweise Hafenbahnhöfe zu.

## Besondere Kopfbahnhöfe

### Deutschland
Die größten Kopfbahnhöfe Deutschlands befinden sich in Leipzig, Frankfurt am Main, München, Stuttgart sowie Hamburg-Altona. Jedoch existieren an diesen Bahnhöfen durchgehende S-Bahn-Gleise, diese verlaufen allerdings unterirdisch. Der Stuttgarter Hauptbahnhof soll durch einen Durchgangsbahnhof ersetzt werden (siehe Stuttgart 21). Die vergleichbaren Projekte Frankfurt 21 und München 21 wurden fallengelassen. Im Raum Frankfurt wurde im Anschluss das Projekt RheinMain plus verfolgt. Der Fernbahntunnel Frankfurt soll den Frankfurter Hauptbahnhof um Durchgangsgleise im Fernverkehr ergänzen und in München ist mit der zweiten Stammstrecke eine Erhöhung der Kapazität im S-Bahn Verkehr geplant.
Außerdem soll der Kopfbahnhof in Hamburg-Altona durch einen Durchgangsbahnhof an der Stelle des jetzigen Bahnhofs Hamburg Diebsteich ersetzt werden.
Der älteste in Teilen der Hochbauten erhaltene deutsche Kopfbahnhof ist der Bayerische Bahnhof in Leipzig, der 1842 in Betrieb genommen wurde. 2001 wurde er wegen der Bauarbeiten am Leipziger City-Tunnel geschlossen, in der Folgezeit wurden die Bahnanlagen abgebrochen. Am 14. Dezember 2013 wurde der Citytunnel und mit ihm auf dem Gelände des Bayerischen Bahnhofs zwei Haltepunkte und eine Abzweigstelle in Betrieb genommen.

### Schweiz

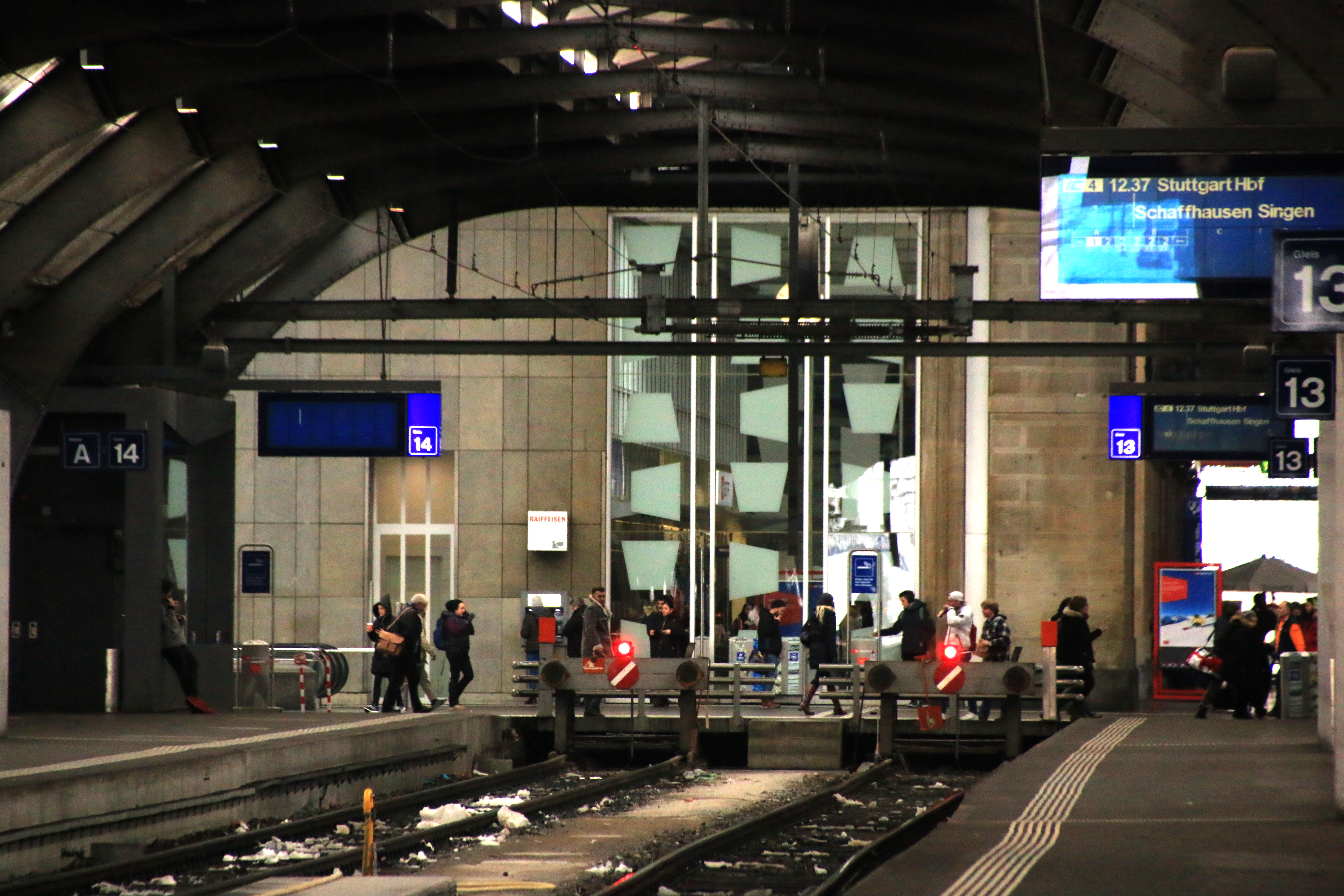
Prellböcke mit Haltsignalen am Querbahnsteig im Bahnhof Zürich HB

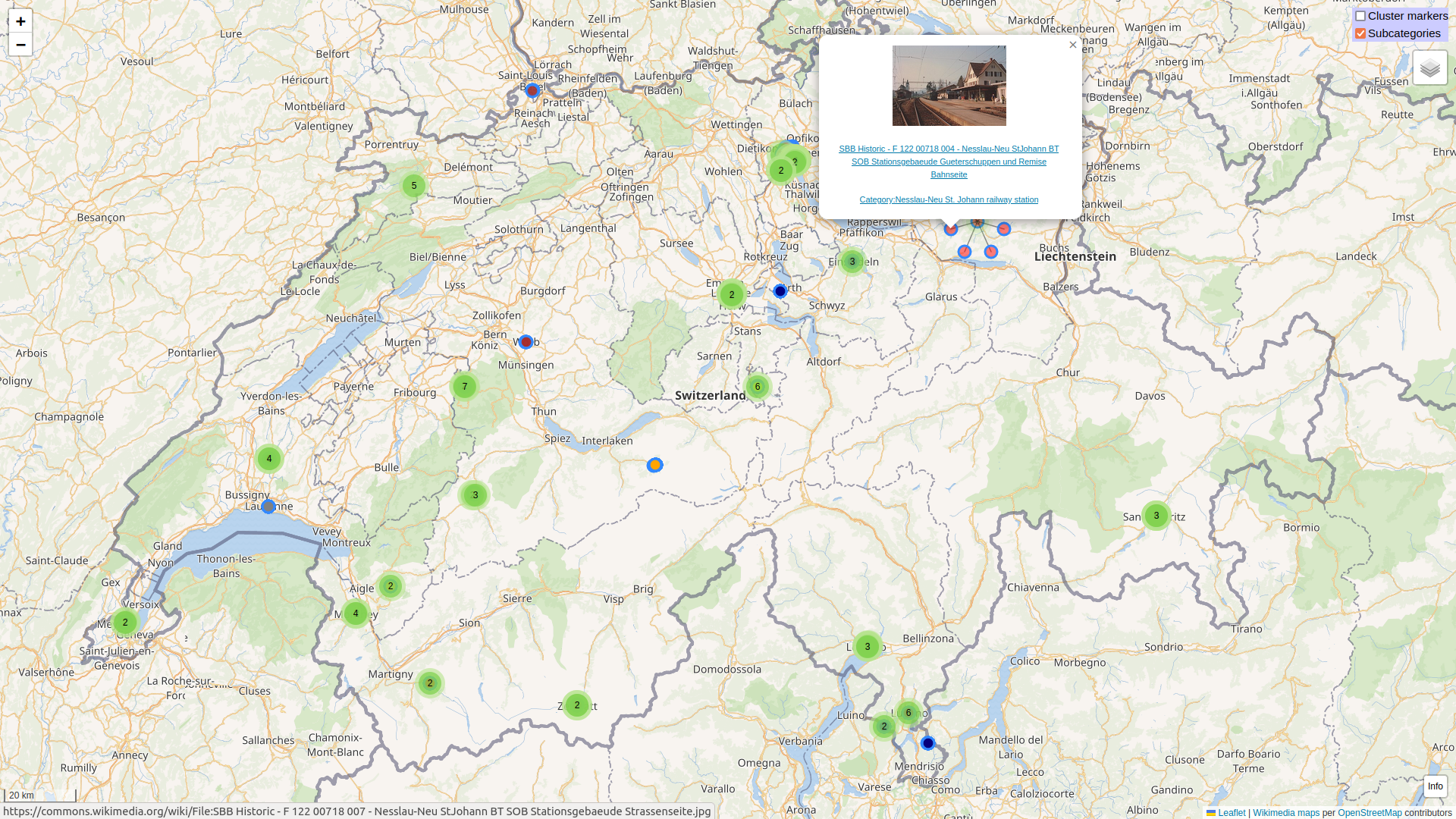
Kopfbahnhöfe in der Schweiz (Karte geocodierter Fotos)

Der größte Kopfbahnhof in der Schweiz ist der Zürcher Hauptbahnhof. Es existieren jedoch zusätzlich zwei durchgängige unterirdische Strecken, die erste wurde im Zuge des Baus der S-Bahn Zürich gebaut und wird hauptsächlich von S-Bahn-Linien in Richtung Rapperswil und Winterthur befahren. Die zweite Strecke, die Durchmesserlinie, wurde 2014 eröffnet und verbindet den Bahnhof Zürich Altstetten mit Oerlikon. Des Weiteren gibt es einen unterirdischen Kopfbahnhof, in diesem enden/beginnen die S-Bahnen ins Sihltal und auf den Uetliberg. Andere bedeutende Kopfbahnhöfe sind in Luzern und am Flughafen Genf zu finden. Vom Verkehrsaufkommen her weniger bedeutend sind die Bahnhöfe Locarno und Einsiedeln. Bei etlichen Bahnhöfen, die aus mehreren Bahnhofsteilen bestehen, ist einer dieser Teile als Kopfbahnhof ausgebildet; dies ist im Bahnhof Romanshorn, im Bahnhof Langenthal und im Bahnhof Thun der Fall.
Der Bahnhof von Bern ist ein Durchgangsbahnhof, einzelne Strecken enden und beginnen jedoch im unterirdischen Kopfbahnhof des RBS.
Von der Bauweise her ist der Bahnhof Basel SBB ein Durchgangsbahnhof, jedoch wird er nur für die wenigen weiterführenden Züge in Richtung Mülhausen und Straßburg als solcher benutzt. Hingegen ist der direkt benachbarte französische Bahnhof in Basel ein echter Kopfbahnhof.
Mehrere Endstationen von Gebirgsbahnen sind Kopfbahnhöfe, so zum Beispiel die Bahnstationen in Zermatt und Engelberg sowie die Bahnhöfe in Arosa, St. Moritz und Le Châble. Zusätzlich gibt es eine ganze Reihe Kopfbahnhöfe auf Bergstrecken; diese Kopfbahnhöfe fallen teilweise zusätzlich in die Kategorie Spitzkehrenbahnhof.

### Österreich
Die großen Wiener Bahnhöfe West- und Franz-Josefs-Bahnhof sind Kopfbahnhöfe, haben jedoch seit Eröffnung des Hauptbahnhofs an Bedeutung verloren.
Der dritte große Wiener Bahnhof war bis Dezember 2009 der Wiener Südbahnhof (dritter Südbahnhof) als doppelter Kopfbahnhof für die Südbahn und die im rechten Winkel abgehende Ostbahn. Vorerst verblieb nach Zurückziehung der Bahnsteige weg vom bisherigen Kopfbau der provisorische Kopfbahnhof Wien Südbahnhof (Ostbahn) als vierter Südbahnhof. Die Funktion des Südbahnhofs für die Südbahn übernahm während der Bauzeit provisorisch der Durchgangsbahnhof Wien Meidling. Seit 2014 übernahm der neugebaute Bahnhof Wien Hauptbahnhof die Funktion des ehemaligen Süd- und Ostbahnhofes. Mit Fertigstellung des Hauptbahnhofs wurde auch der Fernverkehr der Westbahn zu diesem geleitet.

### Nordamerika
Grand Central Station in New York City gilt als Kopfbahnhof mit den weltweit meisten Gleisen.